# Bodilus ictericus
|                                                                              |                       |                                          |
| Abb. 1: Seitenansicht                                                        | Abb. 2: Vorderansicht | Abb. 3: Larve                            |
|                                                                              |                       |                                          |
| Abb. 4: Unterseite                                                           | Abb. 4: Unterseite    | Abb. 6: Flügeldecken- spitze von hinten: |
|                                                                              |                       |                                          |
| Abb. 5: Hintertarsus; grün: oberer Enddorn der Schiene, blau: 1. Tarsenglied |                       |                                          |

Bodilus ictericus ist ein Käfer aus der Unterfamilie der Aphodiinae („Dungkäfer“). Die Art wird in den Roten Listen von Mecklenburg-Vorpommern unter der Kategorie 3 (gefährdet) geführt.
Die Gattung Bodilus ist in Europa mit neun Arten vertreten, die Art Bodilus ictericus in den beiden Unterarten Bodilus ictericus ictericus und Bodilus ictericus ghardimaouensis.

## Bemerkungen zum Namen
Der Käfer wurde unter dem Namen Scarabaeus ictericus 1781 erstmals von Laicharting beschrieben. Die Beschreibung ist in deutscher Sprache gehalten, beginnt mit dem deutschen Namen und wird durch eine kurze lateinische Beschreibung abgeschlossen. Laicharting gibt dem Käfer den Namen "Gelbsüchtiger Dungkäfer". Der Namensteil gelbsüchtig entspricht dem lateinischen Artepitheton  ictericus (von altgr. ικτερικός ikterikós, gelbsüchtig). Er kann sich eigentlich nur auf die gelblichen, nicht roten Flügeldecken beziehen.
Bei der Aufspaltung der Großgattung Scarabaeus kommt die Art zur Gattung Aphódius (Dungkäfer, nach altgr. άφοδος áphodos für Stuhlgang, Kot). Bodilus wird von Mulsant & Rey 1871 als Untergattung von Aphodius aufgestellt und von Paulian 1942 zur Gattung hochgestuft. Der Name Bódilus ist nach Schenkling bedeutungslos. Zeitweise wurde Aphodius ictericus als Farbvariante von Aphodius merdarius betrachtet.
Die Beschreibungen und die Namensgebung der Art demonstrieren die problematische Lage der Entomologie zu jener Zeit. Mulsant hält Scarabaeus ictericus Laicharting 1781 für eine Farbvariante von Scarabaeus merdarius Fabricius 1775. Diese Ansicht übernehmen andere Autoren, die  Scarabaeus ictericus Laicharting in der falschen Schreibweise Scarabaeus icterus beziehungsweise Scarabaeus ictericus Laichs als Lokalvarietät oder Aberration des früher beschriebenen Scarabaeus merdarius führen. Mulsant nennt im gleichen Werk, wenige Seiten weiter oben,  Scarabaeus ictericus Moll 1785 und Scarabaeus ictericus Paykull 1798 als Synonyme zu Scarabaeus nitidulus Fabricius 1792. Da nitidulus Fabricius und merdarius Fabricius sich deutlich unterscheiden, muss Mulsant der Meinung sein, ictericus Laicharting und  ictericus Paykull seien verschieden.
Andererseits erklärt Von Moll aber in einem Brief, dass sein ictericus der von Laicharting als ictericus beschriebene Käfer ist. Und Paykull vermerkt, dass er den ictericus von Von Moll beschreibt. Paykull beschreibt also den Käfer von Laicharting.
Jedenfalls setzt Bedel 1911 ictericus Laicharting als Synonym zu Scarabaeus nitidulus Fabricius 1792. Da die Beschreibung von Laicharting älter ist, wird die Art heute nach ihm benannt. Diese Einschätzung wird jedoch nicht allgemein anerkannt. Báguena Corella kennzeichnet in einem Werk über die Blatthornkäfer Spaniens 1955 die hier beschriebene Art  als Aphodius (Bodilus) nitidulus Fabricius = Scarabaeus nitidulus Fabricius 1792 = Aphodius (Botilus) ictericus auct., nec Laich., Scarabaeus ictericus Paykull 1798. Báguena Corella bringt damit zum Ausdruck, dass die Art seiner Meinung nach zu Unrecht nach Laicharting benannt ist und nur Paykull 1798 den gleichen Käfer wie Fabricius beschrieben hat. Die Klärung der Widersprüche wäre unter Betrachtung der Typen von Laicharting, deren Verbleib jedoch nicht bekannt ist, möglich. Nach Dellacasa&Dellacasa ist Scarabaeus ictericus Laicharting 1781 der Typus für die neue Gattung Bodiloides, die die kleineren Arten der alten Gattung Bodilus umfasst. Er heißt entsprechend Bodiloides ictericus.

## Beschreibung des Käfers
Der vier bis fünf Millimeter lange Käfer ist zylindrisch bis oval. Die Flügeldecken sind im typischen Fall glänzend hell gelbbraun, Kopf, Brustschild und Unterseite sind dunkler.
Der Kopf ist zumindest vorn rotbraun, kann aber auch überwiegend schwarzbraun sein. Er ist nur schwach gewölbt und nur wenig nach vorn geneigt. Er ist fein, vorn seitlich gröber punktiert. Auf der Stirn trägt er drei vor allem bei den Weibchen unscheinbare Höcker, der mittlere am deutlichsten (Abb. 2). Von oben betrachtet ist der Kopf wenig breit, der hellere Vorderrand des Kopfschilds breit ausgerandet mit abgerundeten Vorderecken. Die Wangen vor den flachen Augen überragen diese höchstens gering. Die Fühler sind neungliedrig, das zweite Glied ist länger als die folgenden fünf Glieder zusammen. Die Fühler enden in einer graugelben, dreigliedrigen, länglich runden Keule.
Der Halsschild ist fast ganz braunrot oder schwarz, nur seitlich ist er am Rand zumindest hinten gelbbraun. Die Punktierung ist besonders zu den Seiten hin gröber als die Punktierung des Kopfes, mit eingestreuten viel kleineren Punkten (doppelte Punktierung, die großen Punkte als Nabelpunkte). Die Halsschildbasis ist gerandet, der Rand verschwindet in der Mitte der Basis. Die Hinterwinkel sind stumpf abgerundet.
Die hell gelbbraunen und kahlen Flügeldecken glänzen, auch an den deutlich punktierten Spitzen (Abb. 6). Dies ist ein für die Bestimmung wichtiges Merkmal. Gelegentlich sind die Flügeldecken auch blassgelb oder rotbraun. Jede Flügeldecke trägt zehn flach vertiefte Längsstreifen aus feinen Punkten.  Diese vertiefen und verbreitern sich nach hinten, erreichen aber den Hinterrand der Flügeldecken nicht (Abb. 6). Der siebte und achte Streifen sind vorn verkürzt (Abb. 1). Die Intervalle zwischen den Punktstreifen sind kaum gewölbt und fein und zerstreut punktiert, gegen Ende wird die Punktierung dichter und stärker. Das spitze dreieckige (nicht fünfeckige) Schildchen ist deutlich erkennbar, aber nicht auffallend lang. Von vorn betrachtet ist es am Vorderrand nicht schmäler als die ersten beiden Intervalle zusammen. Das Schildchen ist gewöhnlich dunkel, ebenso wie die Flügeldeckennaht. Laut Originalbeschreibung ist der Außenrand der Flügeldecken ebenfalls dunkel. Auch in einer Beschreibung der Insekten von Bayern von 1798 werden die Flügeldecken des Gelbsüchtigen Scharrkäfers als allenthalben schwarz eingesaumt bezeichnet.  Dies gilt jedoch nicht allgemein.
Die Unterseite ist entsprechend Kopf und Brustschild mehr oder weniger dunkel, die letzten Hinterleibssegmente jedoch unterseits heller (Abb. 4). Die Vorderbeine sind als Grabbeine mit kräftigen Außenzähnen an den Schienen ausgebildet. Der obere Enddorn der Hinterschienen (in Abb. 5 grün) ist kürzer als das erste Glied der Hintertarsen (in Abb. 5 blau getönt). Dieses ist so lang wie die folgenden zwei Tarsenglieder zusammen. Mittel- und Hinterschienen tragen Querleisten. Am unteren Rand der Mittel- und Hinterschienen befinden sich zwei etwa gleich lange Enddorne und ein Kranz aus relativ kurzen, stumpfen und etwa gleich langen Borsten.
Die Unterart ghardimaouensis Balthasar 1929 unterscheidet sich von der Nominatform dadurch, dass das Schildchen nicht nur am Ende, sondern über die Hälfte punktiert ist. Weiterhin ist der obere Enddorn der Hinterschienen länger als das erste Tarsenglied und dieses kürzer als das zweite und dritte Glied gemeinsam, der Absturz der Flügeldecken ist sehr fein und zerstreut behaart. Außerdem sind die Individuen etwas größer und unterscheiden sich im Bau der Geschlechtsorgane.

## Biologie
Bereits in der Erstbeschreibung wird bemerkt, dass die Art in Kühkoth sehr gemein ist, also häufig in Rinderdung anzutreffen ist. Für England wird angegeben häufig in etwas trockenem Pferdedung in offenem Gelände, nicht auf Gras. In Spanien wird der Käfer auch in Schafskot gefunden. In Mitteleuropa sind die Käfer an sandigen Ufern, bewachsenen Dünen, sandigen Viehweiden, Flussauen und Ruderalflächen zu finden.
Aphodiusarten entwickeln sich normalerweise innerhalb der Dunghaufen. Eine neuere Untersuchung in Südspanien hat jedoch gezeigt, dass dort in einer sehr trockenen Gegend die Larven einer Vielzahl von Aphodiusarten sich in Kotportionen entwickeln, die von anderen Käferarten vergraben wurden und dadurch besser vor dem Austrocknen geschützt sind. Bei Aphodius ictericus fand man dieses Verhalten nicht. Die Tiere legen ihre Eier im Herbst in die Dunghaufen (in diesem Fall Schafkot) ab. Bei einer Einteilung von Blatthornkäfern in mehrere Gruppen entsprechend ihrem Erscheinen in Oblast Woronesch wurde die Art in die artenarme Gruppe der Arten eingeteilt, deren Auftreten im Sommer – Herbst mit einem Peak im Juli liegt.

## Verbreitung
Das Verbreitungsgebiet der Art erstreckt sich von Südeuropa bis ins südliche Nordeuropa. In Mitteleuropa kommt er mit Ausnahme der höheren Gebirgslagen vielfach häufig vor. Die Unterart Bodilus ictericus ictericus kommt in nahezu ganz Europa und im Nahen Osten vor, die Unterart Bodilus ictericus ghardimaouensis  in Südeuropa, Nordafrika und dem Nahen Osten.